# Axberg (efternamn)
Axberg är ett svenskt efternamn. Den 31 december 2022 var 473 personer folkbokförda i Sverige med namnet. 
- Eddie Axberg (född 1947), svensk skådespelare och ljudtekniker
- Rick Axberg (född 1950), svensk skådespelare
- Stefan Axberg (född 1945), svensk professor i militärteknik
- Viktor Axberg eller Viktor Ax (född 1986), svensk musikproducent